# Zasavci
Zasavci so naselje v Občini Ormož.